# Острівщинська сільська рада
Острі́вщинська сільська́ ра́да — адміністративно-територіальна одиниця та орган місцевого самоврядування у Близнюківському районі Харківської області. Адміністративний центр — село Острівщина.

## Загальні відомості
- Острівщинська сільська рада утворена в 1991 році.
- Територія ради: 50,4 км²
- Населення ради: 782 особи (станом на 2001 рік)

## Населені пункти
Сільській раді підпорядковані населені пункти:
- с. Острівщина
- с. Валер'яновка
- с. Дунине
- с. Серафимівка

## Склад ради
Рада складається з 12 депутатів та голови.
- Голова ради: Пономар Інна Валеріївна
- Секретар ради: Капран Алла Іванівна

### Керівний склад попередніх скликань
| Прізвище, ім'я, по батькові | Основні відомості                                                         | Дата обрання | Дата звільнення |
| --------------------------- | ------------------------------------------------------------------------- | ------------ | --------------- |
| Пономар Інна Валеріївна     | Сільський голова, 1972 року народження, освіта вища, член Партії регіонів | 26.03.2006   | 31.10.2010      |
| Пономар Інна Валеріївна     | Сільський голова, 1972 року народження, освіта вища, член Партії регіонів | 31.10.2010   |                 |

Примітка: таблиця складена за даними сайту Верховної Ради України

### Депутати
За результатами місцевих виборів 2010 року депутатами ради стали:

#### За суб'єктами висування
| Суб'єкт висування                                       | Кількість обраних депутатів | %    |
| ------------------------------------------------------- | --------------------------- | ---- |
| Народна партія                                          | 4                           | 33,3 |
| Партія регіонів                                         | 4                           | 33,3 |
| Політична партія Всеукраїнське об'єднання «Батьківщина» | 2                           | 16,7 |
| Партія «Відродження»                                    | 1                           | 8,3  |
| Самовисування                                           | 1                           | 8,3  |

#### За округами
| № округу                                                | Прізвище, ім'я, по батькові     | Дата визнання обраним | Освіта  | Партійна приналежність    | Відомості про обраного депутата                      |
| ------------------------------------------------------- | ------------------------------- | --------------------- | ------- | ------------------------- | ---------------------------------------------------- |
| Народна Партія                                          |                                 |                       |         |                           |                                                      |
| 5                                                       | Літута Ольга Володимирівна      | 14.11.2010            | середня | позапартійна              | тимчасово не працює                                  |
| 6                                                       | Кулішенко Любов Миколаївна      | 01.11.2010            | вища    | член Народної партії      | фермерське господарство «Жезняк», економіст          |
| 7                                                       | Ходус Іван Петрович             | 01.11.2010            | середня | позапартійний             | пенсіонер                                            |
| 8                                                       | Скотаренко Тетяна Іванівна      | 01.11.2010            | середня | позапартійна              | Острівщинська загальноосвітня школа І-ІІІ ст., кухар |
| Партія «ВІДРОДЖЕННЯ»                                    |                                 |                       |         |                           |                                                      |
| 11                                                      | Мельник Алла Федорівна          | 01.11.2010            | вища    | член Партії «ВІДРОДЖЕННЯ» | тимчасово не працює                                  |
| Партія регіонів                                         |                                 |                       |         |                           |                                                      |
| 2                                                       | Зіміч Віра Олексіївна           | 01.11.2010            | середня | позапартійна              | ПП"Зіміч", приватний підприємець                     |
| 3                                                       | Капран Алла Іванівна            | 01.11.2010            | середня | член Партії регіонів      | Острівщинська сільська рада, секретар                |
| 9                                                       | Бутко Інна Володимирівна        | 01.11.2010            | середня | член Партії регіонів      | Острівщинська сільська рада, головний бухгалтер      |
| 12                                                      | Донська Жанна Мансурівна        | 01.11.2010            | середня | член Партії регіонів      | тимчасово не працює                                  |
| Політична партія Всеукраїнське об'єднання «Батьківщина» |                                 |                       |         |                           |                                                      |
| 4                                                       | Стельмащук Микола Федорович     | 01.11.2010            | середня | позапартійний             | тимчасово не працює                                  |
| 10                                                      | Остроушко Микола Володимирович  | 01.11.2010            | середня | позапартійний             | приватний підприємець                                |
| Самовисування                                           |                                 |                       |         |                           |                                                      |
| 1                                                       | Пономар Олександр Олександрович | 01.11.2010            | середня | позапартійний             | фермерське господарство «Пономар», голова            |